# ANN NEWS〜六本木発
ANN NEWS〜六本木発（エイエヌエヌ　ニュース ろっぽんぎはつ）　は
CS放送局である朝日ニュースターで、2003年10月4日から2007年3月30日まで放送されていた報道番組。

## 概要
2003年10月4日スタート。タイトル通り六本木のテレビ朝日内にあるスタジオ（BS朝日「News Access」と同じ）から放送している。
放送時間は、月曜〜金曜の11時、12時、13時、14時、17時、18時からの6回。14時のみ2005年4月からスタート（2005年5月頃から14時は、13時の再放送）。
13時のニュースは、冒頭のオープニング、及びタイトルを除き、BS朝日「お昼のNews Access」と同じ内容を放送していた（これは、使用されるスタジオが同じだったためである）。

その為項目テロップは、13時、14時だけ「お昼のNews Access」のテロップだった(それ以外の時間は通常の「ANNニュース」のテロップ)。
内容は、ストレートニュースと株価情報(祝日は休止)を放送。終了時間は不定だったが、約8分間の放送だった。なお、13時の枠については、13:08:30で終了していた(BS朝日はこの後スタジオ映像に切り替わっていた)。
放送で使用されるニュース素材は地上波の「ANNニュース」や「ANNスーパーJチャンネル」で放送された物が主となっていた。中継の映像の時はテロップの「中継」の部分が「報告」に変えられている事がある。また18時のニュースでは、「スーパーJチャンネル」の映像をそのまま使用(テロップの差し替えなし)していたことが多かった。
フラッシュニュースで使用されているBGMは「スパモニニュースBOX(第2部)」と同じもので、かつて平日昼の「ANNニュース」のフラッシュニュースで使用されていたものであった。
2007年3月30日で終了し、「お昼のNews Access」の同時放送も終了した。同4月以後は朝日ニュースター制作のスポットニュース(朝日新聞NEWS)が文字ニュースで放送され、同時にテレビ朝日が運営するテレ朝チャンネルで平日にスポットニュースの「テレ朝チャンネルニュース」を開始したが、朝日ニュースターのテレ朝直営化などに伴い2012年3月30日でそれも終了（朝日ニュースターの文字ニュースも同時に終了）。現在は朝日ニュースターに戻って、BS朝日製作の「News Access」のサイマルに移行した。

## 放送時間
月曜〜金曜
- 11：00〜11：08頃
- 12：00〜12：08頃
- 13：00〜13：08頃
- 14：00〜14：08頃
- 17：00〜17：08頃
- 18：00〜18：08頃

※終了時間は不定。
※13時は「お昼のNews Access」との同時放送。
※14時は速報が入った場合を除き、13時の再放送。

## 担当キャスター
- テレビ朝日のアナウンサー1人（シフト勤務）

※17時・18時を除く。
※13時は「お昼のNews Access」を担当しているアナウンサーが担当。